# 施氏黄胶菊
施氏黄胶菊（学名：Psiadia schweinfurthii），是也门特有及灭绝的一种黄胶菊属植物。它们曾于19世纪在也门北部索科特拉岛的Haggeher山的Kischen海拔700米处被采集，但在随后的一百余年里未被再次发现，它们被认为已经灭绝。植物学家贝利·巴尔弗指出施氏黄胶菊的形态与在阿拉伯半岛上广泛分布的Psiadia punctulata相似，其差别在于施氏黄胶菊没有粘性腺毛。由于现时无标本可追溯，施氏黄胶菊的分类地位不明。